# クリストバル・トリエンテ
クリストバル・トリエンテ（Cristóbal Torriente , 1893年11月16日 - 1938年4月11日）は、キューバのサンタ・クララ州（現：シエンフエーゴス州）シエンフエーゴス出身のプロ野球選手（中堅手）。左投げ左打ち。

## 経歴
1912-1913シーズンにキューバ国内リーグ"リーガ・クバーナ・デ・ベイスボル"のレオネス・デル・ハバナでプロ野球選手としてのキャリアを始めた。1913年からアメリカ合衆国のニグロリーグのキューバ人選抜チームであるキューバン・スターズ (ウェスト)に所属。投手としても15勝5敗の成績を残した。他に左利きにもかかわらず二塁手や三塁手までこなした。
革命前のキューバリーグでは最高となる通算打率.352を記録している。1920年にメジャーリーグベースボールのニューヨーク・ジャイアンツがキューバを訪れ、キューバチームと9試合の親善試合を行ったが、ベーブ・ルースが先発した試合で、ルースから2本の本塁打と1本の二塁打を放っている。
ニグロリーグでは1918年から1925年までシカゴ・アメリカン・ジャイアンツの中堅手として活躍。1920年にニグロナショナルリーグが創設されると、当時所属していたジャイアンツのリーグ3連覇（1920年から1922年）に貢献した。1920年と1923年に首位打者のタイトルを獲得した。
1926年オフにトリエンテ愛用の紛失したダイヤの指輪を巡ってオーナーと対立し、カンザスシティ・モナークスへ移籍した。
1932年にクリーブランド・カブスでプレーしたのを最後に現役を引退した。
アルコール使用障害に長く苦しんだ後、1938年4月11日にアメリカ合衆国のニューヨークで結核のため、死去。44歳没。
死の翌年の1939年にキューバ野球殿堂入りを果たした。
2006年にニグロリーグ特別委員会による選考でアメリカ野球殿堂入りを果たした。

## 選手としての特徴
広い守備範囲と素早く正確な送球が出来る強肩を売りにし、40年後のメジャーリーグの選手であるロベルト・クレメンテと比較されるほどの5ツールプレイヤーだった。マーティン・ディーゴ、ホセ・メンデスとともに20世紀前半のキューバを代表する偉大な黒人プレイヤーである。
バッドボール・ヒッター＆プルヒッターとして知られ、400フィートと書かれたセンターフェンスにライナーをしょっちゅうぶつけていた。カンザスシティ・ミュニシパル・スタジアムで行われたある試合では、センター後方にあった球場の時計をライナーで壊してしまったという。

## 詳細情報

### 獲得タイトル
NLB
- 首位打者：2回 （1920年、1923年）

### 各国リーグ通算打撃成績
- ニグロリーグでの成績：打率.335　664試合　2311打数　774安打　138二塁打　47三塁打　53本塁打　69盗塁
- リーガ・クバーナ・デ・ベイスボルでの成績：打率.352（1位）　1402打数　494安打　62二塁打　39三塁打　18本塁打　271得点　112盗塁
- メジャーリーグベースボールとの交流試合成績：打率.313